# فلاديمير أوبروشيف

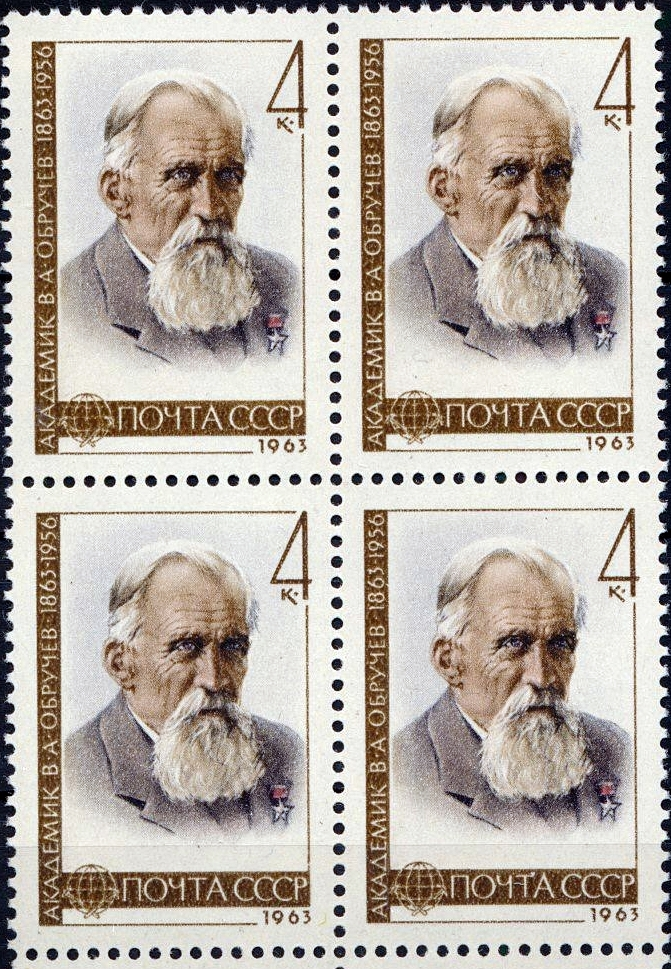
طابع بريدي لـفلاديمير أوبروتشيف من الإتحاد السوفيتي

فلاديمير أفاناسيفيش أوبروتشيف (بالروسية: Влади́мир Афана́сьевич О́бручев) كاتب وروائي روسي ولد عام 1863 في رجيف، تفير أوبلاست، الإمبراطورية الروسية وتوفي عام 1956. واحد من أوائل كتّاب الخيال العلمي في روسيا.

## المسيرة العلمية
تخرج فلاديمير أوبروتشيف من معهد بيترسبورغ للتعدين في عام 1886. وشملت دراسته على تعدين الذهب، مما دفعه إلى التوصل إلى نظرية تشرح أصل كميات الذهب في سيبيريا. كما قدم الاستشارات بشأن بناء خطوط سكة الحديد العابرة لسيبيريا بمساعدة سفين هيدين. أثناء العمل في السكك الحديدية، استكشف أوبروتشيف صحراء قره قوم، شواطئ نهر آمو داريا وحوض جونغاريا. كما عمل كـجيولوجي في بحيرة بيقال على نهر لينا. ونتيجة مشاركته في هذه الإستكشافات، أصبح مهتماً بالرواسب الطفالية و قدم مساهمات كبيرة لدراستها. وفي عام 1929، انتُخِبَ أوبروتشيف لأكاديمية العلوم في الاتحاد السوفيتي.
بعد أن أمضى نصف قرن في الإستكشاف، لخص أوبروشيف النتائج التي توصل إليها بدراسة من ثلاثة أفرودات، جيولوجيا سيبيريا (1935-1938)، يليه تاريخ الاستكشاف الجيولوجي لسيبيريا. العديد من أعماله تتعلق بالجيولوجيا وتعدين الذهب في سيبيريا إضافة إلى تأليف العديد من الأعمال العلمية الشعبية.
ألّفَ روايتي خيال علمي، بلوتونيا (Плутония، 1915) وسانيكوف لاند (Земля Санникова، 1924) والتي كانت مشابهة لنمط روايات آرثر كونان دويل مثل رواية العالم المفقود. تصور هذه الروايات اكتشاف عالم معزول من حيوانات ما قبل التاريخ في الجزر الكبيرة غير المستكشفة شمال ألاسكا أو سيبيريا. حيث يتم العثور على الديناصورات وغيرها من الأحياء القديمة في منطقة تحت الأرض شمال ألاسكا.

## المناصب الرسمية
- أستاذ معهد تومسك للهندسة (1919-1921).
- أستاذ جامعة توريدا في سيمفروبول (1918-1919).
- أستاذ أكاديمية موسكو للتعدين (1921-1929).
- عضو الأكاديمية السوفيتية للعلوم (1929).
- رئيس اللجنة المعنية بدراسات التربة الصقيعية (منذ عام 1930).
- مدير معهد دراسات الجليد السرمدي في أكاديمية العلوم السوفياتية (منذ عام 1939).
- سكرتير إدارة العلوم الجيولوجية والجغرافية في أكاديمية العلوم السوفياتية (1942-1946).
- الرئيس الفخري للجمعية الجغرافية السوفياتية (منذ عام 1948).

## الجوائز والتكريمات
- جائزة برزوالسكي.
- حصل اثنان من جوائز تشيخاشوف من الأكاديمية الفرنسية للعلوم (1898 و 1925).
- وسام قسطنطين من الجمعية الجغرافية الروسية (1900).
- أول ميدالية كاربينسكي ذهبية (1947).
- جائزة لينين (1926).
- جوائز ستالين (1941، 1950).
- خمسة أوسمة لينين.
- وسام الراية الحمراء من حزب العمال، والعديد من الميداليات.
- بطل العمل الاشتراكي (1945).

وأُنشِئ له طابع بريد، وهناك معدن سمي باسمه "أوبرتشبف"، وأُسس معهد بإسمه في توفا، وسُمي جبل بإسمه في فيتيم. وسميت واحة ومجموعة تِلال بإسمه في القارة القطبية الجنوبية، كما سميت حفرة بإسمه على سطح القمر. وأطلقت جائزة اوبرتشيف من قبل الأكاديمية السوفيتية للعلوم في عام 1938 لتكريم أفضل الأعمال في مجال جيولوجيا سيبيريا.

## روابط خارجية
- فلاديمير أوبروشيف على موقع IMDb (الإنجليزية)
- فلاديمير أوبروشيف على موقع مونزينجر (الألمانية)
- فلاديمير أوبروشيف على موقع قاعدة بيانات الفيلم (الإنجليزية)
- فلاديمير أوبروشيف على موقع كينوبويسك (الروسية)